# Landtagswahlkreis Potsdam II
Der Wahlkreis Potsdam II (Wahlkreis 22) ist ein Landtagswahlkreis in Brandenburg. Er umfasst die Stadtteile Potsdam-Süd, Stern/Drewitz/Kirchsteigfeld und Südliche Innenstadt/Zentrum Ost der Landeshauptstadt Potsdam. Wahlberechtigt waren bei der letzten Landtagswahl 53.152 Einwohner.

## Landtagswahl 2024
Bei der Landtagswahl 2024 wurde Daniel Keller im Wahlkreis direkt gewählt. 
Die weiteren Ergebnisse:
| Gegenstand der Nachweisung | Gegenstand der Nachweisung | Erst- stimmen | Erst- stimmen | Zweit- stimmen | Zweit- stimmen |
| Bewerber                   | Partei                     | Anzahl        | %             | Anzahl         | %              |
| -------------------------- | -------------------------- | ------------- | ------------- | -------------- | -------------- |
| Wahlberechtigte            | Wahlberechtigte            | 52.482        | 52.482        | 52.482         | 52.482         |
| Wählende                   | Wählende                   | 37.820        | 72,1 %        | 37.820         | 72,1 %         |
| Ungültige Stimmen          | Ungültige Stimmen          | 639           | 1,7 %         | 313            | 0,8 %          |
| Gültige Stimmen            | Gültige Stimmen            | 37.181        | 98,3 %        | 37.507         | 99,2 %         |
| davon                      |                            |               |               |                |                |
| Daniel Keller              | SPD                        | 15.898        | 42,8 %        | 12.849         | 34,3 %         |
| Chaled-Uwe Said            | AfD                        | 8.863         | 23,8 %        | 7.862          | 21,0 %         |
| Steeven Bretz              | CDU                        | 4.023         | 10,8 %        | 3.292          | 8,8 %          |
| Anna Posenauer             | GRÜNE                      | 2.140         | 5,8 %         | 3.070          | 8,2 %          |
| Stefan Wollenberg          | Die Linke                  | 2.991         | 8,0 %         | 2.084          | 5,6 %          |
| Robert Soyka               | BVB/FW                     | 1.552         | 4,2 %         | 598            | 1,6 %          |
| Madeleine Floiger          | FDP                        | 447           | 1,2 %         | 330            | 0,9 %          |
| –                          | Tierschutzpartei           | -             | -             | 1.039          | 2,8 %          |
| –                          | Plus (Piraten, ÖDP, Volt)  | 1.267         | 3,4 %         | 780            | 2,1 %          |
| –                          | BSW                        | -             | -             | 5.353          | 14,3 %         |
| –                          | III. Weg                   | -             | -             | 30             | 0,1 %          |
| –                          | DKP                        | -             | -             | 42             | 0,1 %          |
| –                          | DLW                        | -             | -             | 85             | 0,2 %          |
| –                          | WU                         | -             | -             | 93             | 0,2 %          |

## Landtagswahl 2019
Bei der Landtagswahl 2019 wurde Daniel Keller (SPD) mit 26,5 % der Erststimmen im Wahlkreis direkt gewählt. Die weiteren Ergebnisse:
| Direktkandidat           | Partei           | Erststimmen in % | Zweitstimmen in % |
| ------------------------ | ---------------- | ---------------- | ----------------- |
| Daniel Keller            | SPD              | 26,5             | 28,1              |
| Steeven Bretz            | CDU              | 9,9              | 9,8               |
| Hans-Jürgen Scharfenberg | Die Linke        | 24,1             | 18,1              |
| Chaled-Uwe Said          | AfD              | 17,5             | 18,4              |
| Frauke Havekost          | GRÜNE            | 12,2             | 14,0              |
| Irene kamenz             | BVB/FW           | 2,8              | 2,4               |
| –                        | PIRATEN          | –                | 1,1               |
| Andrea Ney               | FDP              | 3,1              | 3,6               |
| –                        | ÖDP              | –                | 1,0               |
| –                        | Tierschutzpartei | –                | 3,2               |
| –                        | V-Partei³        | –                | 0,4               |
| EB Ingo Charnow          | –                | 0,5              | –                 |
| Michael Grüß             | DKP              | 0,3              | –                 |
| Sylvia Swierkowski       | Die PARTEI       | 3,1              | –                 |

## Landtagswahl 2014
Bei der Landtagswahl 2014 wurde Hans-Jürgen Scharfenberg im Wahlkreis direkt gewählt.
Die weiteren Wahlkreisergebnisse:
| Direktkandidat             | Partei    | Erststimmen in % | Zweitstimmen in % |
| -------------------------- | --------- | ---------------- | ----------------- |
| Ulrike Häfner              | SPD       | 27,9             | 31,6              |
| Hans-Jürgen Scharfenberg   | Die Linke | 38,4             | 30,6              |
| Steeven Bretz              | CDU       | 13,9             | 13,5              |
| Uwe Fröhlich               | GRÜNE     | 5,1              | 6,8               |
| Dominique Römhild          | FDP       | 0,9              | 1,0               |
|                            | NPD       |                  | 1,4               |
| Bettina Sommerlatte-Hennig | BVB/FW    | 1,4              | 1,1               |
|                            | REP       |                  | 0,2               |
|                            | DKP       |                  | 0,5               |
| Stefan Hein                | AfD       | 9,9              | 10,8              |
| Jan Weisbrod               | PIRATEN   | 2,3              | 2,4               |

## Landtagswahl 2009
Bei der Landtagswahl 2009 wurde Hans-Jürgen Scharfenberg im Wahlkreis direkt gewählt.
Die weiteren Wahlkreisergebnisse:
| Direktkandidat           | Partei              | Erststimmen in % | Zweitstimmen in % |
| ------------------------ | ------------------- | ---------------- | ----------------- |
| Mike Schubert            | SPD                 | 31,4             | 35,6              |
| Hans-Jürgen Scharfenberg | Die Linke           | 42,8             | 36,0              |
| Steeven Bretz            | CDU                 | 12,3             | 11,0              |
| -                        | DVU                 | -                | 01,2              |
| Jürgen Stelter           | GRÜNE               | 05,9             | 06,3              |
| Marcel Yon               | FDP                 | 04,7             | 05,2              |
| -                        | 50 Plus             | -                | 00,5              |
| -                        | DKP                 | -                | 00,4              |
| -                        | REP                 | -                | 00,2              |
| -                        | Die-Volksinitiative | -                | 00,2              |
| -                        | NPD                 | -                | 01,5              |
| -                        | RRP                 | -                | 00,7              |
| Matthias Schröter        | Freie Wähler        | 01,7             | 01,3              |
| Dieter Gohlke            | Einzelbewerber      | 01,2             | -                 |

## Landtagswahl 2004
Die Landtagswahl 2004 hatte folgendes Ergebnis:
| Direktkandidat           | Partei          | Erststimmen in % | Zweitstimmen in % |
| ------------------------ | --------------- | ---------------- | ----------------- |
| Matthias Platzeck        | SPD             | 41,3             | 32,1              |
| Sven Petke               | CDU             | 11,0             | 11,5              |
| Hans-Jürgen Scharfenberg | PDS             | 39,4             | 37,6              |
| –                        | DVU             | –                | 04,0              |
| Michael Kellner          | GRÜNE           | 02,5             | 04,7              |
| Astrid Tributh           | FDP             | 02,6             | 02,2              |
| Dirk Promnitz            | AfW             | 01,3             | 00,2              |
| Andreas Martin           | AUB-Brandenburg | 01,9             | 00,4              |
| –                        | DKP             | –                | 00,3              |
| –                        | GRAUE           | –                | 01,1              |
| –                        | FAMILIE         | –                | 04,7              |
| –                        | 50 Plus         | –                | 00,8              |
| –                        | JA              | –                | 00,2              |
| –                        | Offensive D     | –                | 00,1              |
| –                        | BRB             | –                | 00,2              |